# VBH (Unternehmen)
Die VBH ist ein deutsches Großhandelsunternehmen für Baubeschläge. Zum Kundenkreis gehören vor allem Hersteller von Fenstern, Türen und Metallbauunternehmen. Das Sortiment der Gruppe umfasst außerdem Profile, Elemente, Werkzeuge, Maschinen, Sicherheitstechnik, Holz-Alu-Systeme, Farben und Brandschutz. Die VBH-Gruppe bezieht ihre Ware von ca. 1.000 Produzenten und hat etwa 40.000 Kunden.

## Börsennotierung
Die Aktie der VBH Holding AG wurde ab 1989 im amtlichen Handel des General Standard an der Börse Stuttgart und Börse Frankfurt und im Xetra gehandelt. Mit Wirkung zum 27. August 2008 hat die  VBH Holding AG den Wechsel vom General Standard in den Prime Standard der Deutschen Börse in Frankfurt am Main vollzogen. Am 3. März 2009 wurde sie in den SDAX aufgenommen, wo sie bis zum 18. Juni 2010 gelistet war.
Im September 2016 erwarb der Hauptaktionär TLF Holding AG über ein Squeeze-out-Verfahren alle Aktien der freien VBH-Aktionäre; damit endete auch die Börsennotierung. Im Januar 2017 fand die Umfirmierung zur VBH Holding GmbH statt.

## Geschichte
1975 gründeten Günter Ade und Andreas Schill mit der Verschmelzung der zwei Gründungsgesellschaften Schill KG und Schippert Stetter KG die neue Firma VBH Vereinigter Baubeschlag-Handel. In Deutschland wurden nachfolgend verschiedene Unternehmen mehrheitlich übernommen. Ab 1982 erfolgte der Aufbau des Exportgeschäftes mit Niederlassungen in Großbritannien und in den Niederlanden. 1985 wurde die VBH Italia in Bozen gegründet.
1987 vertrieb VBH ihre Produkte im Inland vom Stammhaus Korntal-Münchingen aus über die Niederlassungen in Kempten (Allgäu), Regensburg und Würzburg sowie durch neun Beteiligungsunternehmen und 20 Außenlager. Von 1975 bis 1987 versechsfachte sich der Umsatz der VBH-Gruppe. Es folgte die Umwandlung in eine Aktiengesellschaft.
1989 erfolgte der Börsengang der VBH Vereinigter Baubeschlag Handel AG. 1990 gründete das Unternehmen Niederlassungen in den neuen Bundesländern. 1992 wurden weitere in Ungarn und Tschechien gegründet, 1993 folgte Polen, bald darauf Slowenien. 1994 wurde Wyckmans in Belgien erworben. 
Ebenfalls 1995 folgte der erste Schritt nach Russland, danach Bosnien, Rumänien und in die Ukraine. In Großbritannien, Italien und Spanien wurde die Präsenz ausgebaut, Estland und Lettland kamen als Standorte hinzu.

## Niederlassungen im Inland
Niederlassungen befinden sich Berlin, Hamburg, Bad Wünnenberg, Lahnau, Recklinghausen, Rheine,  Köln, Hockenheim, Korntal-Münchingen, Altötting, Kempten (Allgäu), Regensburg, Würzburg, Erfurt.